# Anton Röhm
Anton Röhm (* 2002) bekannt als An oder AnTheMaker ist ein deutscher Software-Entwickler, der durch die Entwicklung des sozialen Netzwerks Spacehey bekannt wurde.

## Leben
Nach seinem Schulabschluss im Jahr 2020 plante Röhm zu reisen. Wegen der Corona-Pandemie gab er seine Pläne auf. Stattdessen programmierte er das Nostalgie-Projekt Spacehey. Dabei orientierte er sich an archivierten Seiten und Bildern von Myspace. Röhm setzt sich mit seinen Projekten für Privatsphäre ein. Auf Spacehey gibt es weder Algorithmen noch werden die Nutzer durch Werbe-Tracking verfolgt.
Durch sein Engagement rund um Spacehey erfuhr Röhm viel Aufmerksamkeit bekannter Medien. So führten BBC Radio Oxford und Vice Interviews mit ihm, zahlreiche weitere Medien berichteten. Auf der Tincon 2021 hielt Röhm einen Vortrag über das Thema „Social Media und Spacehey – von Datenschutz, Selbstbestimmung und kreativer Freiheit“.
Seit Herbst 2022 studiert Röhm Wirtschaftsinformatik.